# Купа на Лихтенщайн
Купа на Лихтенщайн е най-висшото футболно състезание в Лихтенщайн и се организира годишно от Футболната асоциация на Лихтенщайн. Победителят се класира за първия квалификационен кръг на Лига Европа.
Тъй като няма футболни първенства в Лихтенщайн, купата на страната е единственото национално състезание. В Лихтенщайн има само 7 футболни отбора, от които всички играят в различните нива на швейцарския футбол. Националната купа е единственият начин за лихтенщайските отбори да се класират за участие в европейските футболни турнири.

## Формат
Необичайният формат на купата е, че резервните отбори могат да играят с първите отбори. Това довежда до интересни случаи, както през сезон 2007 – 08 резервният отбор на ФК „Тризенберг“ изхвърли първия отбор от състезанието.

## Отбори
Следните 7 отбора участват в състезанието заедно с резервните си отбори. Числото в скобите показва в кое ниво на швейцарския клубен футбол играе отборът.
- ФК Вадуц (2)
- ФК Балзерс (3)
- ФК Тризен (7)
- УШФ Ешен/Маурен (3)
- ФК Шаан (6)
- ФК Ругел (6)
- ФК Тризенберг (5)

## Шампиони по клубове
| Клуб            | Шампион | Години |
| --------------- | ------- | --- |
| ФК Вадуц        | 51      | 1949, 1952, 1953, 1954, 1956, 1957, 1958, 1959, 1960, 1961, 1962, 1966, 1967, 1968, 1969, 1970, 1971, 1974, 1980, 1985, 1986, 1988, 1990, 1992, 1995, 1996, 1998, 1999, 2000, 2001, 2002, 2003, 2004, 2005, 2006, 2007, 2008, 2009, 2010, 2011, 2013, 2014, 2015, 2016, 2017, 2018, 2019, 2022, 2023, 2024, 2025 |
| ФК Балзерс      | 11      | 1964, 1973, 1979, 1981, 1982, 1983, 1984, 1989, 1991, 1993, 1997 |
| ФК Тризен       | 8       | 1946, 1947, 1948, 1950, 1951, 1965, 1972, 1975 |
| УШФ Ешен/Маурен | 5       | 1976, 1977, 1978, 1987, 2012 |
| ФК Шаан         | 3       | 1955, 1963, 1994 |